# Hódmezővásárhely
Hódmezővásárhely (['hoːdmɛzøːvaːʃaːrhɛj] alemany: Neumarkt an der Theiß, romanès: Ioneşti croat: Vašarhelj) és una ciutat autònoma del sud d'Hongria. Té una població de poc més de 48.000 habitants. Està situada a la vora del riu Tisza.

## Geografia i clima
Hódmezővásárhely es troba a 25 km de Szeged, a la província de Csongrád. Ocupa una superfície de poc més de 48.000 hectàrees. El seu territori es troba a una mitjana de 80–85 m per sobre el nivell del mar.
El clima és continental suau, amb hiverns freds i estius calorosos. La temperatura mitjana és d'11,6 °C. La ciutat gaudeix de 2.100 hores de sol a l'any.

## Història
El territori del que avui és el terme municipal, ja estava habitat des de fa milers d'anys. Durant el segle viii de la nostra era, van començar a arribar els primers magiars, que es van trobar amb una població majoritàriament eslava, que fugia dels atacs dels búlgars. Tot just abans de les invasions dels tàtars i els mongols de 1241 hi havia un mínim de set pobles amb església, que van desaparèixer. Després el territori va ser repoblat, però les tropes otomanes van tornar a arrasar el territori quan hi havia no menys de vint pobles amb església.
La ciutat, tal com es coneix avui, es va començar a desenvolupar durant el segle xv, concretament l'any 1437, quan Hód, Vásárhely, Tarján i Ábrány van formar un mercat en comú sota el nom de Hódvásárhely. Fins a l'any 1552 la ciutat formava part de Transsilvània. Els turcs la van conquerir, i pocs anys després la van destruir. Durant 150 anys, va ser pràcticament un lloc fantasma que patia regularment atacs de tàtars, turcs i mongols. L'any 1699 marca el nou començament de 'Hódmezővásárhely, ja que van establir-s'hi nous colons que es dedicaven a la ramaderia nòmada.
L'any 1848, va esclatar la guerra per la independència contra Àustria, que va ser àmpliament recolzada a la regió.
A mitjans del segle xix, cap a l'any 1860 es va canalitzar el riu Tisza, la qual cosa va afavorir l'arribada de nous habitants al municipi. L'any 1890 ja era la quarta ciutat més gran d'Hongria, amb més de 55.000 habitants. Per desgràcia l'estat de benestar de què gaudia Hódmezővásárhely va acabar amb les dues guerres mundials. Als anys seixanta del segle xx l'economia local va començar a aixecar el cap. L'establiment de grans companyies en la província va reduir l'atur, però no va ser fins als anys 80 que es va arribar a un nivell de cert benestar.
L'any 1990, després de la caiguda del comunisme, la ciutat va rebre el títol de Ciutat Autònoma, i també va ser la primera d'Hongria a rebre la Bandera d'Honor del Consell Europeu.

## Ciutats Agermanades
- Baja Hongria
- Arad Romania
- Baia Mare Romania
- Haarlemmermeer Països Baixos
- Hechingen Alemanya
- Kelmė Lituània
- Senta Sèrbia
- Sokobanja Sèrbia
- Solotvyno Ucraïna
- Tamar Israel
- Vallauris França
- Zgierz Polònia

## Galeria

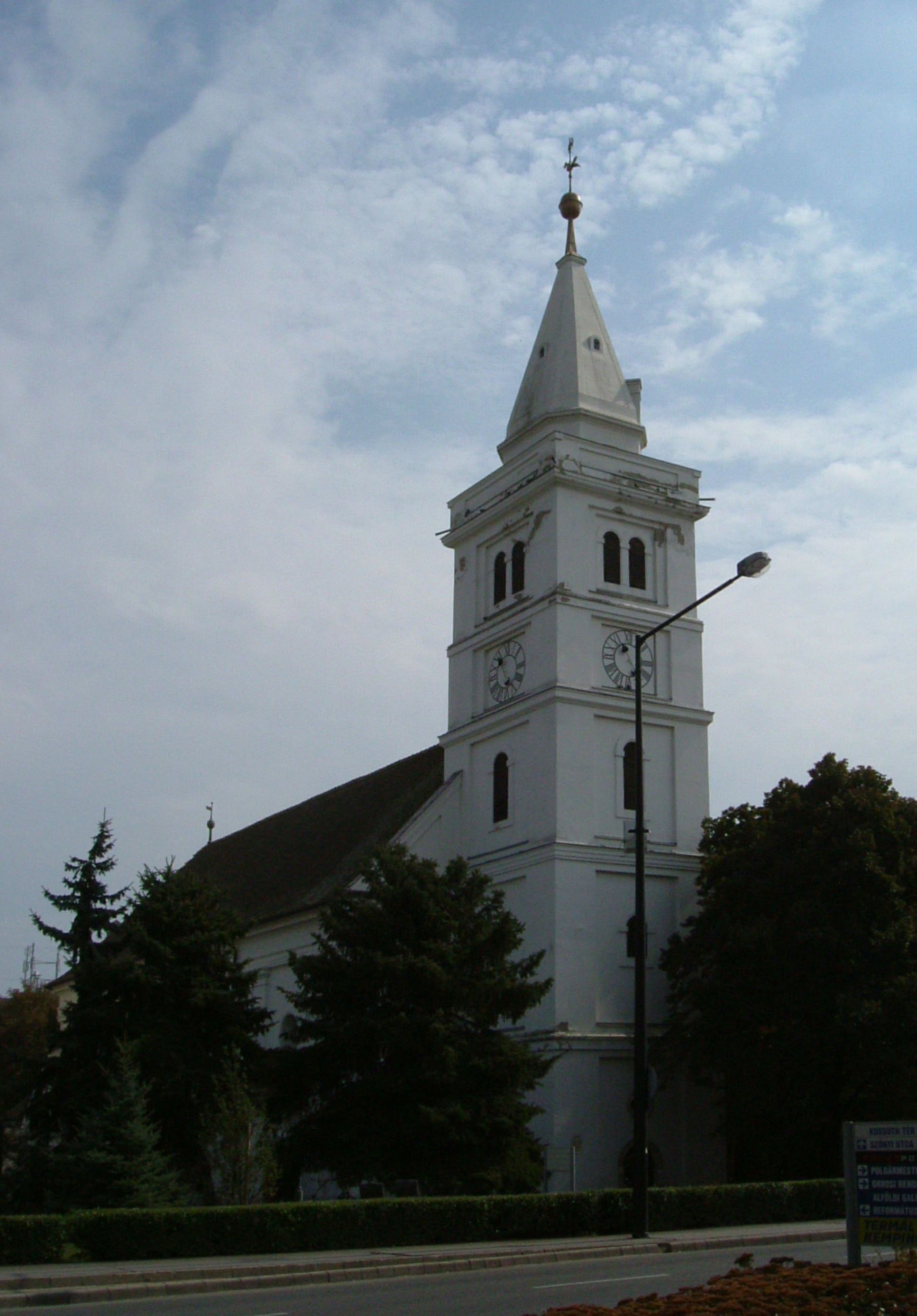
Església Reformada
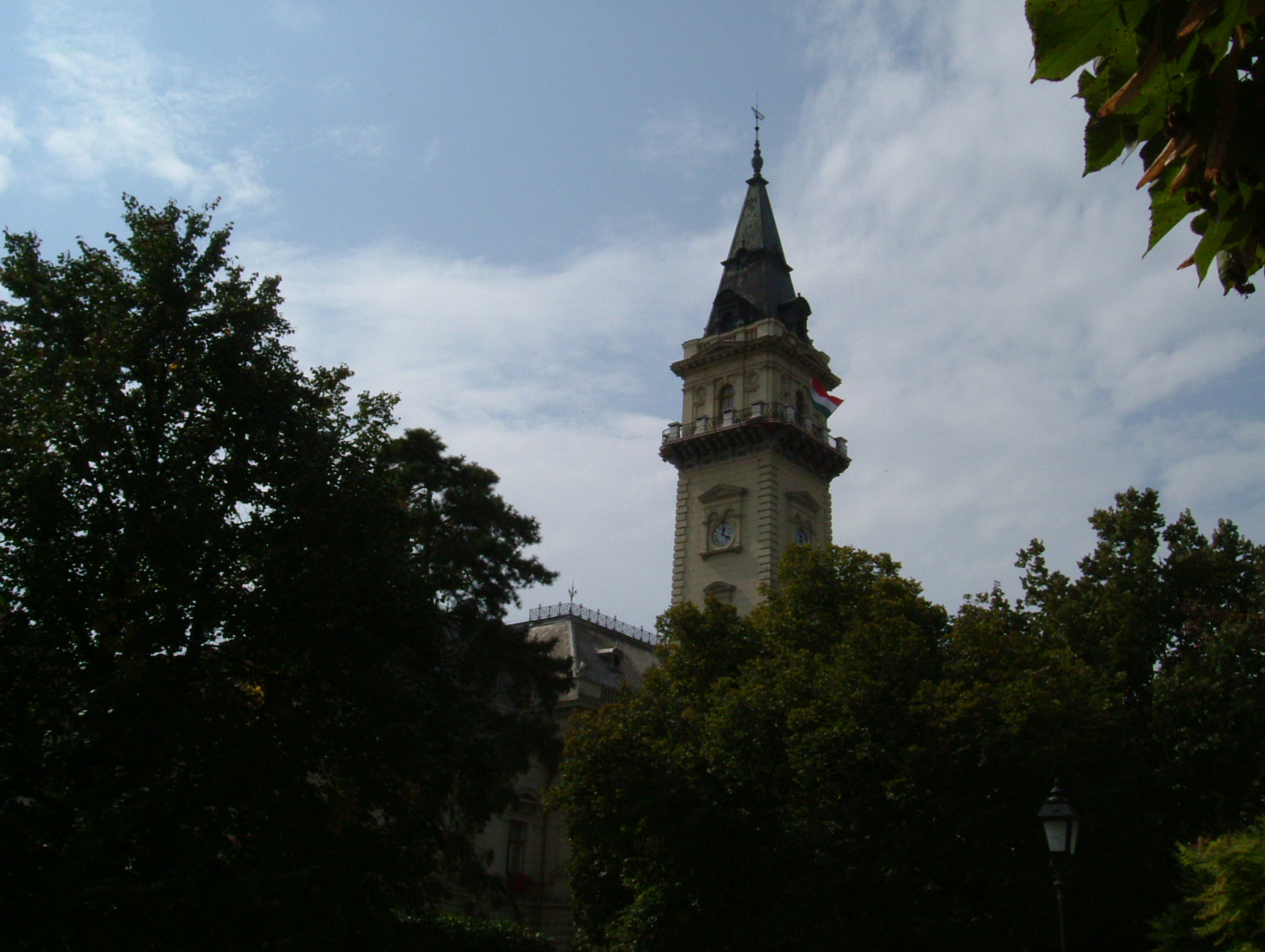
Ajuntament
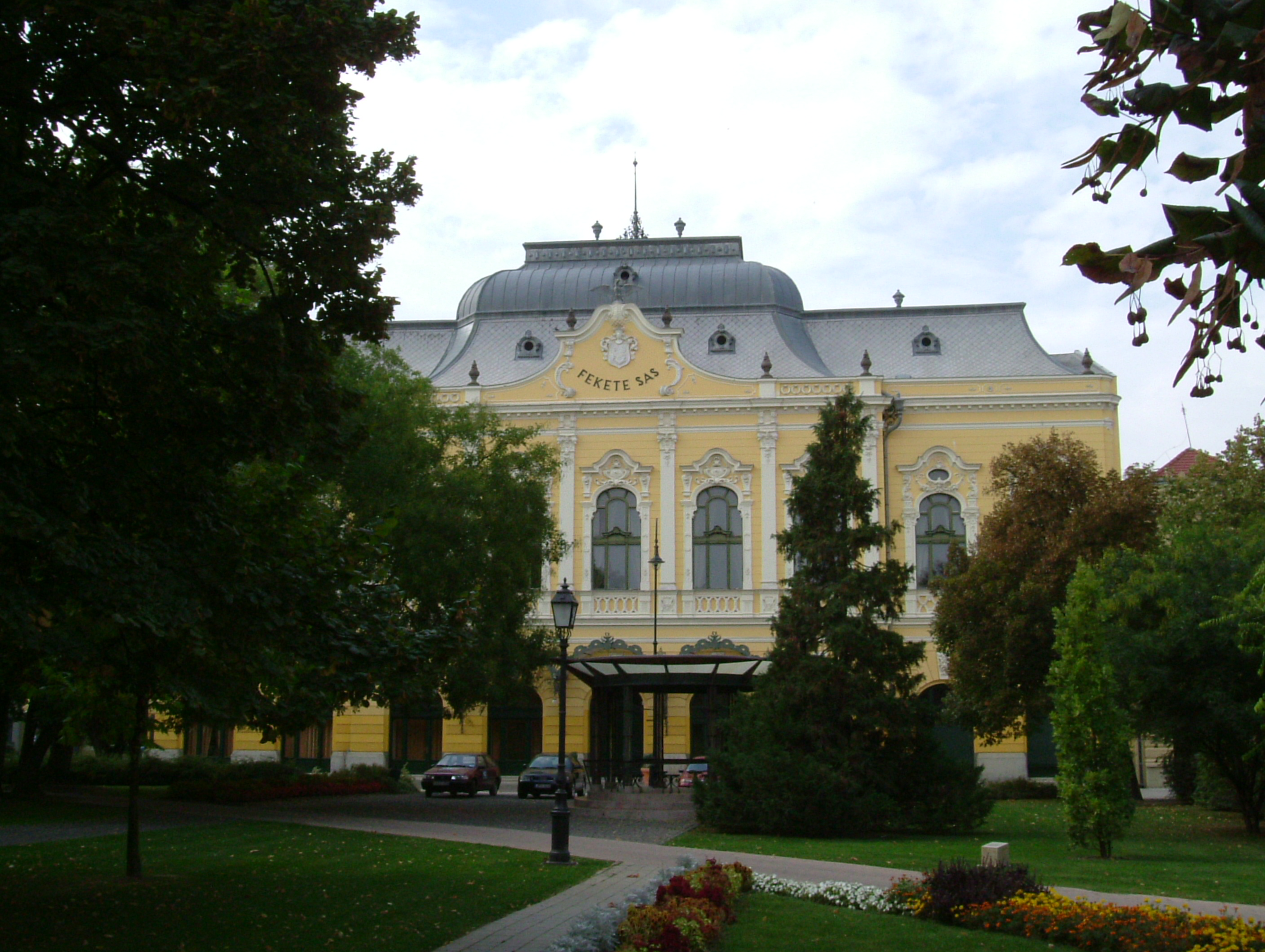
Restaurant Fekete Sas
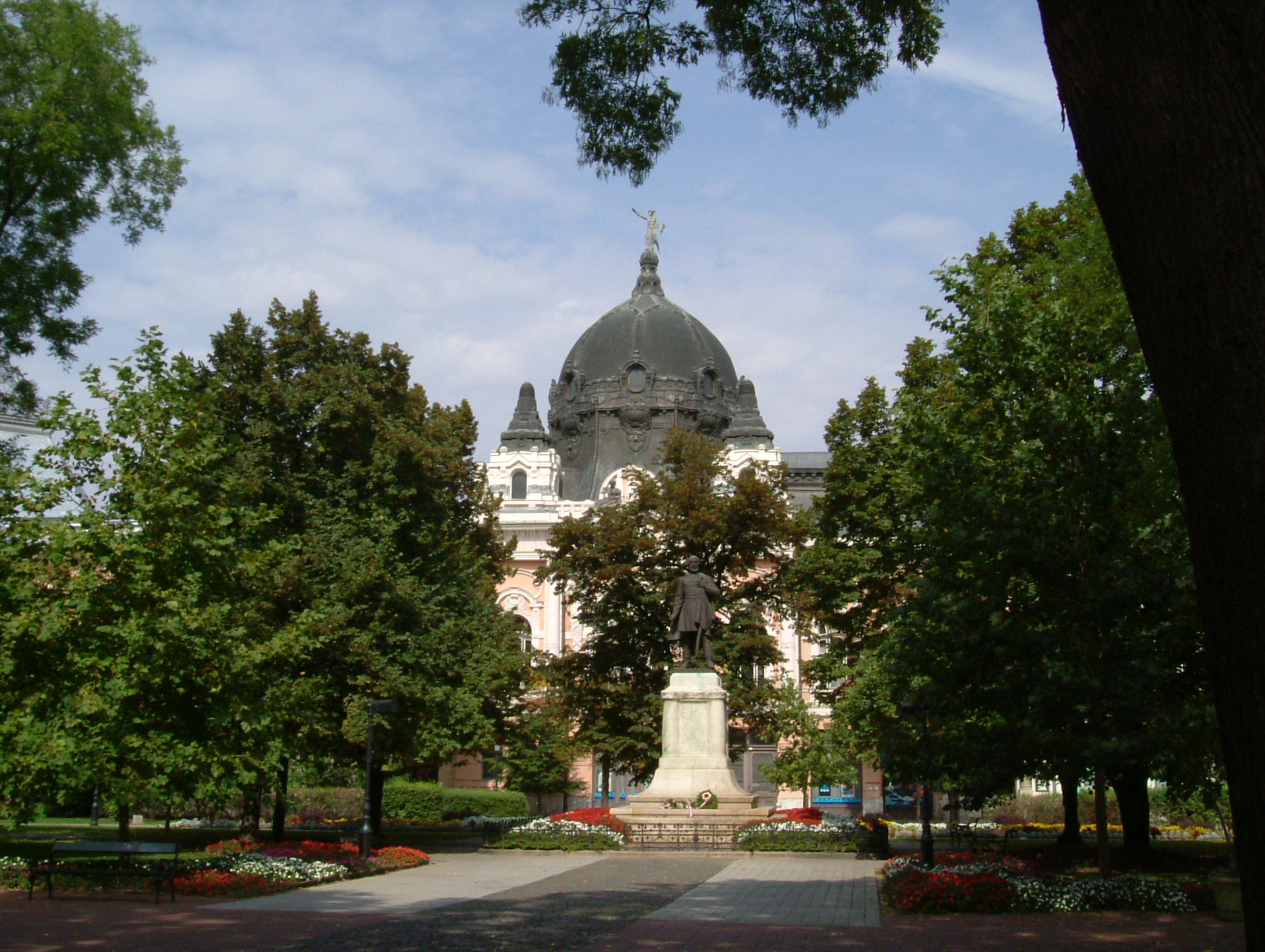
Magyar Bank a Hódmezővásárhely